# Estadio Jan Breydel
El estadio Jan Breydel es un estadio ubicado en la ciudad de Brujas, Bélgica, el estadio fue inaugurado en 1975 con el nombre de estadio Olympia. En 1993 la UEFA nombra como sede de la Eurocopa 2000 a los Países Bajos y Bélgica, por lo que se empieza a remodelar el estadio, en 1999 es reinaugurado con capacidad para 30 000 espectadores.

## Eventos

### Eurocopa 2000
El estadio albergó cuatro partidos de la Eurocopa 2000.

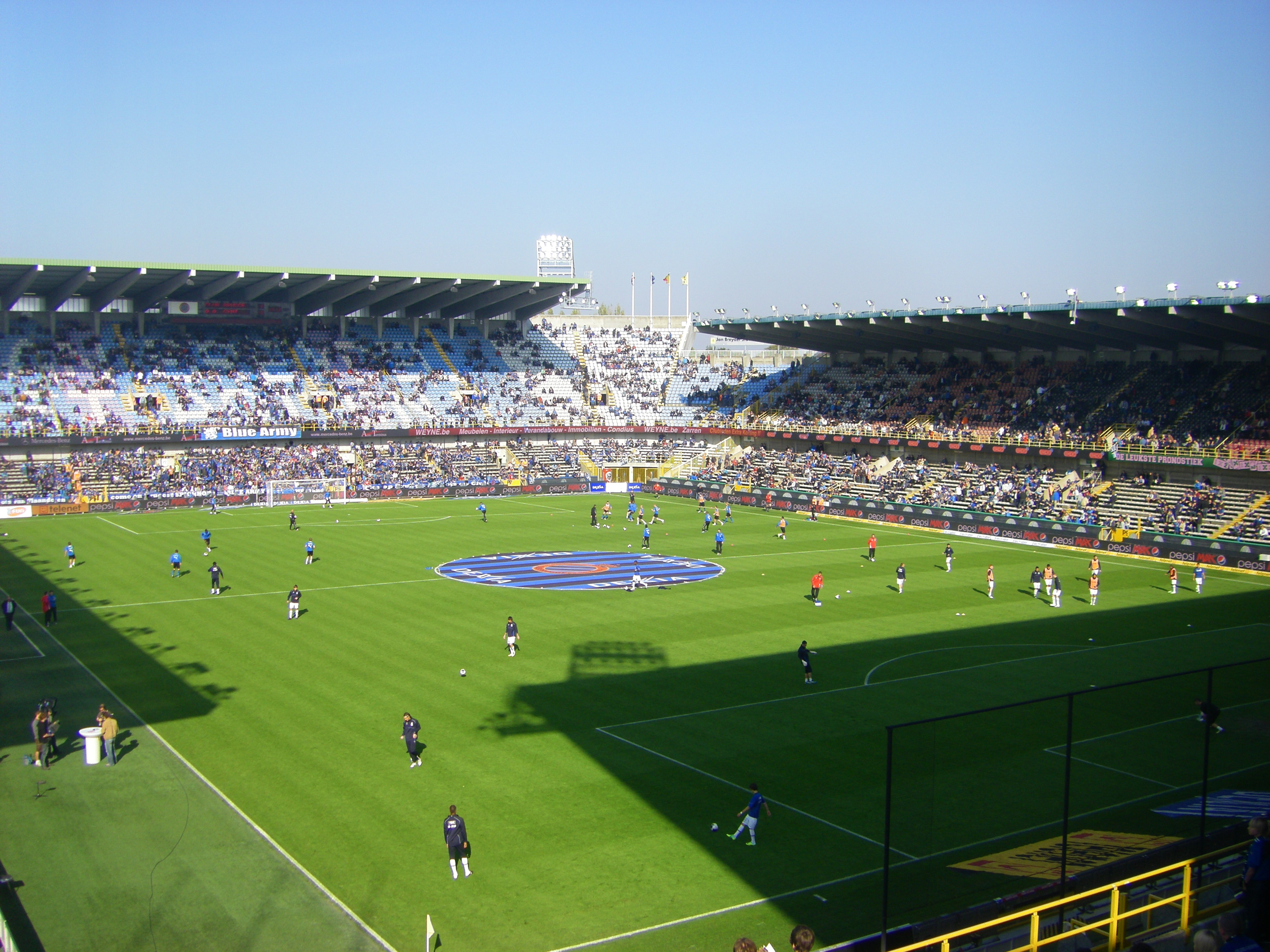
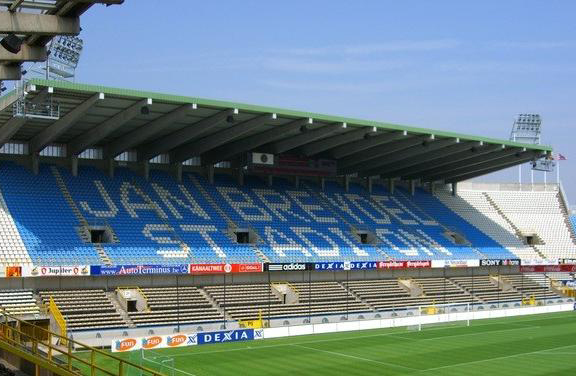

| Fecha               | Equipo #1       | Resultado | Equipo #2 | Ronda                 | Espectadores |
| ------------------- | --------------- | --------- | --------- | --------------------- | ------------ |
| 11 de junio de 2000 | Francia         | 3–0       | Dinamarca | Primera fase, Grupo D | 30.000       |
| 16 de junio de 2000 | República Checa | 1–2       | Francia   | Primera fase, Grupo D | 30.000       |
| 21 de junio de 2000 | RF Yugoslavia   | 3–4       | España    | Primera fase, Grupo C | 23.000       |
| 25 de junio de 2000 | España          | 1–2       | Francia   | Cuartos de final      | 28.000       |